# Arrofranco
Arrofranco es una alquería abandonada del concejo de Caminomorisco, comarca de Las Hurdes, en la provincia de Cáceres, Comunidad Autónoma de Extremadura (España).
- Datos: Q5705436

- Arrofranco